# AFC Ajax in het seizoen 2005/06
Dit is een pagina met diverse statistieken van voetbalclub AFC Ajax uit het seizoen 2005/2006.

## Vriendschappelijk 2005/2006
| Zaterdag 9 juli 2005                                                                                        | DWV                                                                           | 0 - 7 ( 0 - 0 )  | AFC Ajax | |
| Elzenhagen, Amsterdam 5.000 toeschouwers Scheidsrechter: Tom van Sichem Vriendschappelijk                   |                                                                               |                  | '50 Wesley Sneijder '53 Yannis Anastasiou '54 Yannis Anastasiou '56 Nicolae Mitea '79 Wesley Sneijder '84 Yannis Anastasiou '89 Nicolae Mitea                                                                                                   | Basisopstelling AFC Ajax: Stekelenburg, Escudé, Galásek, Heitinga, Vermaelen, Boukhari, De Jong, Lindenbergh, De Ridder, Manucharian, Rosenberg Reservebank AFC Ajax: Lobonț, Grygera, Obodai, Lindgren, Pienaar, Sneijder, Anastasiou, De Mul, Mitea Toegepaste Wissels AFC Ajax: '46 Stekelenburg Lobonț '46 Galásek Grygera '46 Heitinga Obodai '46 Vermaelen Lindgren '46 Boukhari Pienaar '46 De Jong Sneijder '46 De Ridder Anastasiou '46 Manucharian De Mul '46 Rosenberg Mitea                                            |
| |                                                                               |                  | | |
| Maandag 11 juli 2005                                                                                        | WHC                                                                           | 3 - 4 ( 3 - 3 )  | AFC Ajax | |
| 7.000 toeschouwers Vriendschappelijk                                                                        | Jochem de Weerdt 12' Michel Füchten 23' Stefan Buitenhuis 40'                 |                  | '7 Yannis Anastasiou '14 Rasmus Lindgren '34 Tom de Mul '90 Nourdin Boukhari | Basisopstelling AFC Ajax: Lobonț, Escudé, Grygera, Obodai, Lindenbergh, Lindgren, Pienaar, Sneijder, Anastasiou, De Mul, Mitea Reservebank AFC Ajax: Stekelenburg, Galásek, Heitinga, Vermaelen, Boukhari, De Jong, De Ridder, Manucharian, Rosenberg Toegepaste Wissels AFC Ajax: '46 Lobonț Stekelenburg '46 Escudé Galásek '46 Grygera Heitinga '46 Lindenbergh Vermaelen '46 Lindgren Boukhari '46 Sneijder De Jong '46 Anastasiou De Ridder '46 De Mul Manucharian '46 Mitea Rosenberg                                        |
| |                                                                               |                  | | |
| Dinsdag 12 juli 2005                                                                                        | Quick '20                                                                     | 0 - 4 ( 0 - 3 )  | AFC Ajax | |
| 4.000 toeschouwers Scheidsrechter: Björn Kuipers Vriendschappelijk                                          |                                                                               |                  | '3 Nourdin Boukhari '34 Nicolae Mitea '43 Nigel de Jong '82 Zdeněk Grygera | Basisopstelling AFC Ajax: Stekelenburg, Galásek, Grygera, Heitinga, Vermaelen, Boukhari, De Jong, Sneijder, De Ridder, Mitea, Rosenberg Reservebank AFC Ajax: Lobonț, Escudé, Obodai, Lindenbergh, Lindgren, Pienaar, Anastasiou, Manucharian, Toegepaste Wissels AFC Ajax: '46 Stekelenburg Lobonț '46 Galásek Escudé '46 Vermaelen Lindenbergh '46 Boukhari Lindgren '46 De Ridder Pienaar '46 Rosenberg Anastasiou |
| |                                                                               |                  | | |
| Donderdag 14 juli 2005                                                                                      | HHC Hardenberg                                                                | 1 - 5 ( 1 - 0 )  | AFC Ajax | |
| Scheidsrechter: Ben Haverkort Vriendschappelijk                                                             | Stefan Buitenhuis 9'                                                          |                  | '54 Tomáš Galásek '57 Markus Rosenberg '76 Daniël de Ridder '86 Nigel de Jong '90 Nicolae Mitea | Basisopstelling AFC Ajax: Vonk, Galásek, Heitinga, Obodai, Vermaelen, Lindenbergh, Pienaar, Sneijder, Anastasiou, Boukhari, De Mul Reservebank AFC Ajax: Lobonț, Escudé, Grygera, Lindgren, De Jong, De Ridder, Mitea, Rosenberg Toegepaste Wissels AFC Ajax: '46 Vonk Lobonț '46 Heitinga Grygera '46 Lindenbergh De Jong '46 Pienaar De Ridder '46 Boukhari Nicolae Mitea '46 De Mul Rosenberg |
| |                                                                               |                  | | |
| Zaterdag 16 juli 2005                                                                                       | Rijnsburgse Boys                                                              | 0 - 12 ( 0 - 7 ) | AFC Ajax | |
| 3.700 toeschouwers Scheidsrechter: Roelof Luinge Vriendschappelijk                                          |                                                                               |                  | '21 Markus Rosenberg '32 Julien Escudé '34 Rasmus Lindgren '35 Markus Rosenberg '37 Daniël de Ridder '38 Nourdin Boukhari '42 Markus Rosenberg '52 Julien Escudé '56 Nigel de Jong '74 Daniël de Ridder '76 Nigel de Jong '84 Yannis Anastasiou | Basisopstelling AFC Ajax: Stekelenburg, Escudé, Grygera, Heitinga, Lindenbergh, Pienaar, Boukhari, De Mul, De Ridder, Rosenberg, Lindgren Reservebank AFC Ajax: Vonk, Obodai, Vermaelen, De Jong, Sneijder, Anastasiou, Rosales, Mitea, Toegepaste Wissels AFC Ajax: '46 Stekelenburg Vonk '46 Heitinga Obodai '46 Lindenbergh Vermaelen '46 Boukhari De Jong '46 Lindgren Sneijder '46 De Mul Anastasiou '60 Rosenberg Rosales '73 Sneijder Lindgren                                                                              |
| |                                                                               |                  | | |
| Woensdag 20 juli 2005                                                                                       | Fortuna Sittard                                                               | 2 - 3 ( 0 - 2 )  | AFC Ajax | |
| Wagner & Partners Stadion, Sittard 8.000 toeschouwers Scheidsrechter: Reinold Wiedemeijer Vriendschappelijk | Ronald Dassen 49' Tom Daemen 63'                                              |                  | '20 Nicolae Mitea '42 Nigel de Jong '61 Yannis Anastasiou '89 Olaf Lindenbergh | Basisopstelling AFC Ajax: Stekelenburg, Escudé, Grygera, Heitinga, Lindenbergh, Boukhari, Galásek, Pienaar, Mitea, Rosales, Rosenberg Reservebank AFC Ajax: Lobonț, Vermaelen, De Jong, De Ridder, Lindgren, De Mul, Anastasiou Toegepaste Wissels AFC Ajax: '34 Pienaar De Jong '46 Stekelenburg Lobonț '46 Mitea Anastasiou '46 Rosales De Mul '46 Rosenberg De Ridder '67 Grygera Vermaelen '75 Galásek Lindgren |
| |                                                                               |                  | | |
| Zaterdag 23 juli 2005                                                                                       | Arminia Bielefeld                                                             | 0 - 4 ( 0 - 2 )  | AFC Ajax | |
| SchücoArena, Bielefeld 10.500 toeschouwers Scheidsrechter: Henes Vriendschappelijk                          |                                                                               |                  | '26 Wesley Sneijder '35 Ryan Babel '55 Markus Rosenberg '79 John Heitinga | Basisopstelling AFC Ajax: Vonk, Galásek, Grygera, Heitinga, Lindenbergh, De Jong, Maduro, Sneijder, Babel, Charisteas, De Ridder Reservebank AFC Ajax: Stekelenburg, Vermeer, Lobonț, Escudé, Obodai, Trabelsi, Vermaelen, Emanuelson, Lindgren, Pienaar, Boukhari, De Mul, Mitea, Rosales, Rosenberg, Anastasiou Toegepaste Wissels AFC Ajax: '46 Vonk Lobonț '46 De Jong Emanuelson '46 Maduro Boukhari '46 Babel Mitea '46 Charisteas Rosenberg '69 De Ridder De Mul                                                            |
| |                                                                               |                  | | |
| Woensdag 3 augustus 2005                                                                                    | AFC Ajax                                                                      | 3 - 0 ( 3 - 0 )  | FC Omniworld | |
| Vriendschappelijk                                                                                           | Daniël de Ridder 12' Nigel de Jong 18' Daniël de Ridder Yannis Anastasiou 25' |                  | | Basisopstelling AFC Ajax: Vonk, Escudé, Heitinga, Lindenbergh, Vermaelen, De Jong, Maduro, Pienaar, De Ridder, Anastasiou, Rosales Reservebank AFC Ajax: Lobonț, Emanuelson, Galásek, Grygera, Obodai, Lindgren, Boukhari, Sneijder, Babel, Charisteas, De Mul Toegepaste Wissels AFC Ajax: '20 Lindenbergh Boukhari '26 Vonk Lobonț '26 Escudé Emanuelson '26 Heitinga Galásek '26 Vermaelen Grygera '26 De Jong Obodai '26 Maduro Lindgren '26 Pienaar Sneijder '26 Anastasiou Babel '26 De Ridder Charisteas '26 Rosales De Mul |
| |                                                                               |                  | | |
| Woensdag 11 januari 2006                                                                                    | HFC Haarlem                                                                   | 0 - 0 ( 0 - 0 )  | AFC Ajax | |
| 3.500 toeschouwers Scheidsrechter: Ruud Bossen Vriendschappelijk                                            |                                                                               |                  | | Basisopstelling AFC Ajax: Stekelenburg, Grygera, Heitinga, Juanfran, Vermaelen, Emanuelson, Galásek, Maduro, Rosales, Huntelaar, Rosenberg Reservebank AFC Ajax: Vonk, Lindenbergh, Schilder, De Jong, Sneijder, Babel, Charisteas, Anastasiou Toegepaste Wissels AFC Ajax: '46 Maduro De Jong '61 Rosenberg Babel '68 Emanuelson Lindenbergh '68 Galásek Schilder '68 Huntelaar Charisteas |
| |                                                                               |                  | | |
| Zaterdag 20 mei 2006                                                                                        | FC Hilversum                                                                  | 0 - 10 ( 0 - 7 ) | AFC Ajax | |
| Sportpark Crailoo, Hilversum 1.700 toeschouwers Scheidsrechter: Roelof Luinge Vriendschappelijk             |                                                                               |                  | '1 Nicolae Mitea '2 Jan Vertonghen '10 Yannis Anastasiou '23 Nicolae Mitea '27 Nourdin Boukhari '35 Nourdin Boukhari '37 Javier Martina '51 Javier Martina '57 Jan Vertonghen '85 Derk Boerrigter                                               | Basisopstelling AFC Ajax: Vonk, Anita, Boakye, Slijngard, Vertonghen, Boukhari, Lindenbergh, Pienaar, Anastasiou, Martina, Mitea Reservebank AFC Ajax: Van Duin, Timisela, Yıldırım, Boerrigter, Goossens, Poepon Toegepaste Wissels AFC Ajax: '60 Vonk Van Duin '60 Anita Timisela '60 Lindenbergh Yıldırım '60 Pienaar Boerrigter '60 Anastasiou Poepon '60 Mitea Goossens |
| |                                                                               |                  | | |
| Dinsdag 23 mei 2006                                                                                         | VV Hierden                                                                    | 1 - 10 ( 1 - 6 ) | AFC Ajax | |
| 1.500 toeschouwers Scheidsrechter: Bakker Vriendschappelijk                                                 | Hul 21'                                                                       |                  | '5 Nicolae Mitea '10 Nicolae Mitea '30 Javier Martina '36 Yannis Anastasiou '39 Yannis Anastasiou '41 Nicolae Mitea '79 Rydell Poepon '83 Derk Boerrigter '85 Nourdin Boukhari '89 ( ed ) Severein                                              | Basisopstelling AFC Ajax: Vonk, Anita, Boakye, Slijngard, Vertonghen, Boukhari, Lindenbergh, Pienaar, Anastasiou, Martina, Mitea Reservebank AFC Ajax: Van Duin, Timisela, Yıldırım, Boerrigter, Goossens, Poepon Toegepaste Wissels AFC Ajax: |
| |                                                                               |                  | | |

### LG Amsterdam Tournament 2005
|                                                                                                  |                                       |                 |                                                               | |
| Vrijdag 29 juli 2005                                                                             | AFC Ajax                              | 0 - 1 ( 0 - 0 ) | Arsenal FC                                                    | |
| Amsterdam ArenA, Amsterdam 35.000 toeschouwers Scheidsrechter: Dick van Egmond Vriendschappelijk |                                       |                 | '69 Ashley Cole '87 Arturo Lupoli                             | Basisopstelling AFC Ajax: Stekelenburg, Galásek, Grygera, Trabelsi, De Jong, Lindgren, Maduro, Pienaar, Sneijder, Babel, Rosenberg Reservebank AFC Ajax: Vonk, Emanuelson, Lindenbergh, Obodai, Heitinga, Boukhari, De Ridder, Charisteas, Mitea Toegepaste Wissels AFC Ajax: '46 Grygera Heitinga '46 Trabelsi Obodai '46 Rosenberg Charisteas '60 Babel Mitea                                            |
|                                                                                                  |                                       |                 |                                                               | |
| Zondag 31 juli 2005                                                                              | AFC Ajax                              | 0 - 1 ( 0 - 1 ) | Boca Juniors                                                  | |
| Amsterdam ArenA, Amsterdam 35.000 toeschouwers Scheidsrechter: Paul Allaerts Vriendschappelijk   | Nigel de Jong 34' Wesley Sneijder 63' |                 | '41 José María Calvo '78 Morel Rodriguez '81 José María Calvo | Basisopstelling AFC Ajax: Stekelenburg, Escudé, Heitinga, Lindenbergh, Trabelsi, De Jong, Maduro, Pienaar, Sneijder, Babel, Charisteas Reservebank AFC Ajax: Lobonț, Emanuelson, Obodai, Galásek, Lindgren, Boukhari, De Ridder, Anastasiou, Mitea Toegepaste Wissels AFC Ajax: '46 Escudé Emanuelson '46 Maduro Galásek '54 Stekelenburg Lobonț '54 Trabelsi Obodai '66 Babel Mitea '82 Sneijder Boukhari |
|                                                                                                  |                                       |                 |                                                               | |

###### Eindstand LG Amsterdam Tournament 2005
| #  | Club         | GS | W | G | V | DV | DT | DS | P |
| -- | ------------ | -- | - | - | - | -- | -- | -- | - |
| 1. | Arsenal FC   | 2  | 2 | 0 | 0 | 3  | 1  | +2 | 9 |
| 2. | FC Porto     | 2  | 1 | 0 | 1 | 3  | 2  | +1 | 6 |
| 3. | Boca Juniors | 2  | 1 | 0 | 1 | 1  | 2  | −1 | 4 |
| 4. | AFC Ajax     | 2  | 0 | 0 | 2 | 0  | 2  | −2 | 0 |

- Op het LG Amsterdam Tournament 2005 krijgen de clubs naast het traditionele puntensysteem ook een punt voor elk gescoord doelpunt.

### Johan Cruijff Schaal 2005
|                                                                                                  |                                                                   |                 |                                                                                            | |
| Vrijdag 5 augustus 2005                                                                          | PSV                                                               | 1 - 2 ( 0 - 0 ) | AFC Ajax                                                                                   | |
| Amsterdam ArenA, Amsterdam 32.000 toeschouwers Scheidsrechter: Jan Wegereef Johan Cruijff Schaal | Wilfred Bouma 51' Timmy Simons 31' Jan Vennegoor of Hesselink 80' |                 | '19 Steven Pienaar '70 Nourdin Boukhari '72 Nourdin Boukhari '77 Ryan Babel '78 Ryan Babel | Basisopstelling AFC Ajax: Vonk, Emanuelson, Escudé, Grygera, Heitinga, Boukhari, De Jong, Maduro, Babel, Charisteas, Pienaar Reservebank AFC Ajax: Lobonț, Vermaelen, Galásek, Sneijder, Anastasiou, Manucharian, Rosales Toegepaste Wissels AFC Ajax: '82 De Jong Rosales '89 Pienaar Galásek |
|                                                                                                  |                                                                   |                 |                                                                                            | |

### Kampioen
| Johan Cruijff Schaal 2005 |
| ------------------------- |
| AFC Ajax 5de titel        |

#### Voorronde UEFA Champions League 2005/2006
| |                                                                                                |                 |                                                                          | |
| Woensdag 10 augustus 2005                                                                                | Brøndby IF                                                                                     | 2 - 2 ( 1 - 1 ) | AFC Ajax                                                                 | |
| Brøndbystadion, Brøndby 26.000 toeschouwers Scheidsrechter: De Santis 3e voorronde UEFA Champions League | Marcus Lantz 4' Morten Skoubo 34' Morten Skoubo 66' Julien Escudé ( ed ) 93'                   |                 | '16 Nigel de Jong '31 Markus Rosenberg '73 Ryan Babel '83 Zdeněk Grygera | Basisopstelling AFC Ajax: Vonk, Emanuelson, Escudé, Grygera, Trabelsi, Boukhari, De Jong, Maduro, Babel, Pienaar, Rosenberg Reservebank AFC Ajax: Lobonț, Galásek, Heitinga, Vermaelen, Manucharian, Sneijder, Charisteas Toegepaste Wissels AFC Ajax: '78 Boukhari Sneijder '88 Rosenberg Charisteas                 |
| |                                                                                                |                 |                                                                          | |
| |                                                                                                |                 |                                                                          | |
| Woensdag 24 augustus 2005                                                                                | AFC Ajax                                                                                       | 3 - 1 (0 - 1)   | Brøndby IF                                                               | Opstelling Ajax: |
| Amsterdam ArenA, Amsterdam 39.057 toeschouwers Scheidsrechter: Merk 3e voorronde UEFA Champions League   | Hedwiges Maduro 9' Ryan Babel 50' Wesley Sneijder 80' Markus Rosenberg 87' Wesley Sneijder 89' |                 | 32' Per Nielsen 44' Johan Elmander 78' Daniel Agger                      | Basisopstelling AFC Ajax: Vonk, Emanuelson, Escudé, Grygera, Trabelsi, Boukhari, De Jong, Maduro, Babel, Pienaar, Rosenberg Reservebank AFC Ajax: Lobonț, Galásek, Heitinga, Rosales, Manucharian, Sneijder, Charisteas Toegepaste Wissels AFC Ajax: '62 Boukhari Sneijder '82 Pienaar Galásek '90 Rosenberg Heitinga |

### UEFA Champions League 2005/2006

#### Groepsfase
| | |                 | | |
| Woensdag 14 september 2005                                                                                                   | Sparta Praag                                                                                       | 1 - 1 ( 0 - 0 ) | AFC Ajax | |
| Generali Arena, Praag 15.386 toeschouwers Scheidsrechter: Larsen UEFA Champions League groepsfase wedstrijd 1                | Miroslav Matusovic 65'                                                                             |                 | '59 Tomáš Galásek '91 Wesley Sneijder                                                                                    | Basisopstelling AFC Ajax: Vonk, Emanuelson, Grygera, Maduro, Trabelsi, Galásek, Lindenbergh, Sneijder, Babel, Pienaar, Rosenberg Reservebank AFC Ajax: Lobonț, Heitinga, Vermaelen, Boukhari, De Jong, Charisteas, Rosales Toegepaste Wissels AFC Ajax: '76 Rosenberg Charisteas '81 Pienaar Rosales '93 Galásek Heitinga          |
| | |                 | | |
| Dinsdag 27 september 2005 | AFC Ajax                                                                                           | 1 - 2 (0 - 1)   | Arsenal FC | Opstelling Ajax: |
| Amsterdam ArenA, Amsterdam 43.250 toeschouwers Scheidsrechter: Medina Cantalejo UEFA Champions League groepsfase wedstrijd 2 | Zdeněk Grygera 20' Steven Pienaar 60' Hans Vonk 68' Tomáš Galásek 68' Markus Rosenberg 70'         |                 | 2' Fredrik Ljungberg 55' Kolo Touré 69' Robert Pirès 90' Manuel Almunia                                                  | Basisopstelling AFC Ajax: Vonk, De Jong, Emanuelson, Grygera, Vermaelen, Boukhari, Galásek, Lindenbergh, Babel, Charisteas Pienaar Reservebank AFC Ajax: Lobonț, Boakye, Heitinga, Escudé, Juanfran, Rosenberg, Manucharian Toegepaste Wissels AFC Ajax: '57 Charisteas Rosenberg '70 Boukhari Manucharian '84 Emanuelson Juanfran |
| | |                 | | |
| Dinsdag 18 oktober 2005 | AFC Ajax                                                                                           | 2 - 0 (1 - 0)   | FC Thun | Opstelling Ajax: |
| Amsterdam ArenA, Amsterdam 44.772 toeschouwers Scheidsrechter: Rosseti UEFA Champions League groepsfase wedstrijd 3          | Yannis Anastasiou 36' Yannis Anastasiou 55'                                                        |                 | | Basisopstelling AFC Ajax: Stekelenburg, Grygera, Maduro, Trabelsi, De Jong, Emanuelson, Galásek, Pienaar, Sneijder, Anastasiou, Rosales Reservebank AFC Ajax: Vonk, Vermaelen, Lindenbergh, Heitinga, Boukhari, Rosenberg, Babel Toegepaste Wissels AFC Ajax: '82 Anastasiou Babel '84 Pienaar Boukhari '90 Rosales Heitinga       |
| | |                 | | |
| Woensdag 2 november 2005 | FC Thun                                                                                            | 2 - 4 (0 - 1)   | AFC Ajax | Opstelling Ajax: |
| Stade de Suisse, Bern 23.000 toeschouwers Scheidsrechter: Hrinak UEFA Champions League groepsfase wedstrijd 4                | Nelson Ferreira ' José Gonçalves 33' Ljubo Milicevic 39' Mauro Lustrinelli 56' Adriano Pimenta 74' |                 | 21' Yannis Anastasiou 27' Wesley Sneijder 34' Tomáš Galásek 63' Yannis Anastasiou 91' Nigel de Jong 93' Nourdin Boukhari | Basisopstelling AFC Ajax: Stekelenburg, Grygera, Heitinga, Maduro, De Jong, Emanuelson, Galásek, Pienaar, Sneijder, Anastasiou, Babel Reservebank AFC Ajax: Vonk, Juanfran, Vermaelen, Lindenbergh, Boukhari, Rosales, Rosenberg Toegepaste Wissels AFC Ajax: '89 Sneijder Boukhari                                                |
| | |                 | | |
| Dinsdag 22 november 2005 | AFC Ajax                                                                                           | 2 - 1 (0 - 0)   | Sparta Praag | Opstelling Ajax: |
| Amsterdam ArenA, Amsterdam 46.158 toeschouwers Scheidsrechter: Ivanov UEFA Champions League groepsfase wedstrijd 5           | Nigel de Jong 68' Nigel de Jong 89'                                                                |                 | 90' Martin Petras | Basisopstelling AFC Ajax: Stekelenburg, Grygera, Maduro, Trabelsi, Vermaelen, Boukhari, Emanuelson, Lindenbergh, Pienaar, Sneijder, Anastasiou Reservebank AFC Ajax: Vonk, Heitinga, Juanfran, De Jong, Manucharian, Rosales, Rosenberg Toegepaste Wissels AFC Ajax: '53 Lindenbergh De Jong '61 Anastasiou Rosenberg              |
| | |                 | | |
| Woensdag 7 december 2005 | Arsenal FC                                                                                         | 0 - 0 (0 - 0)   | AFC Ajax | Opstelling Ajax: |
| Highbury, Londen 35.376 toeschouwers Scheidsrechter: Iturralde González UEFA Champions League groepsfase wedstrijd 6         | Mathieu Flamini 22' Aleksandr Hleb 24'                                                             |                 | 58' John Heitinga | Basisopstelling AFC Ajax: Stekelenburg, Grygera, Heitinga, Juanfran, Vermaelen, Galásek, Maduro, Sneijder, Boukhari, Pienaar, Rosenberg Reservebank AFC Ajax: Lobonț, Lindenbergh, Trabelsi, De Jong, Anastasiou, Rosales, Babel Toegepaste Wissels AFC Ajax: '15 Grygera Trabelsi '29 Maduro De Jong '80 Boukhari Babel           |
| | |                 | | |

###### Eindstand Poule B - UEFA Champions League 2005/2006
| #  | Club           | GS | W | G | V | DV | DT | DS | P  |
| -- | -------------- | -- | - | - | - | -- | -- | -- | -- |
| 1. | Arsenal FC (*) | 6  | 5 | 1 | 0 | 10 | 2  | +8 | 16 |
| 2. | AFC Ajax (*)   | 6  | 3 | 2 | 1 | 10 | 6  | +4 | 11 |
| 3. | FC Thun (+)    | 6  | 1 | 1 | 4 | 4  | 9  | −5 | 4  |
| 4. | Sparta Praag   | 6  | 0 | 2 | 4 | 2  | 9  | −7 | 2  |

- (*) Geplaatst voor de Knock-outronde van de UEFA Champions League.
- (+) Geplaatst voor de 3de ronde van de UEFA Cup.

#### Achtste finale
| |                                                                |                 |                                                                                    | |
| Woensdag 22 februari 2006                                                                                          | AFC Ajax                                                       | 2 - 2 ( 2 - 0 ) | Internazionale                                                                     | |
| Amsterdam ArenA, Amsterdam 46.663 toeschouwers Scheidsrechter: Stark UEFA Champions League Achtste finale          | Klaas-Jan Huntelaar 15' Mauro Rosales 20' Markus Rosenberg 79' |                 | '48 Dejan Stanković '68 Iván Córdoba '84 Julio Ricardo Cruz '86 Julio Ricardo Cruz | Basisopstelling AFC Ajax: Stekelenburg, Emanuelson, Heitinga, Trabelsi, Vermaelen, Boukhari, Lindenbergh, Maduro, Huntelaar, Rosales, Rosenberg Reservebank AFC Ajax: Vonk, Boakye, Juanfran, Timisela, Sarpong, Charisteas, Babel Toegepaste Wissels AFC Ajax: '89 Rosales Babel                       |
| |                                                                |                 |                                                                                    | |
| Dinsdag 14 maart 2006                                                                                              | Internazionale                                                 | 1 - 0 (0 - 0)   | AFC Ajax                                                                           | Opstelling Ajax: |
| Stadio Giuseppe Meazza, Milaan 45.000 toeschouwers Scheidsrechter: Fröjdfeldt UEFA Champions League Achtste finale | Dejan Stanković 58'                                            |                 | 65' Thomas Vermaelen                                                               | Basisopstelling AFC Ajax: Stekelenburg, Juanfran, Maduro, Trabelsi, Vermaelen, Boukhari, Lindenbergh, Pienaar, Huntelaar, Rosales, Rosenberg Reservebank AFC Ajax: Vonk, Boakye, Timisela, Sarpong, Schilder, Charisteas, Babel Toegepaste Wissels AFC Ajax: '71 Rosales Babel '75 Rosenberg Charisteas |
| |                                                                |                 |                                                                                    | |

### Eredivisie
| |                                                                                                  |                 | | |
| Zaterdag 20 augustus 2005                                                                                   | RBC Roosendaal                                                                                   | 0 - 2 ( 0 - 0 ) | AFC Ajax | |
| RBC-stadion, Roosendaal 5.000 toeschouwers Scheidsrechter: Reinold Wiedemeijer Eredivisie speelronde 1      | Frits Paap 52'                                                                                   |                 | '59 Steven Pienaar '79 Wesley Sneijder '85 Markus Rosenberg                                                                     | Basisopstelling AFC Ajax: Vonk, Emanuelson, Escudé, Grygera, Trabelsi, Boukhari, Maduro, Sneijder, Babel, Pienaar, Rosenberg Reservebank AFC Ajax: Lobonț, Heitinga, Galásek, Rosales, Manucharian, Charisteas, Toegepaste Wissels AFC Ajax: '46 Escudé Galásek '76 Babel Rosales '81 Pienaar Heitinga                      |
| |                                                                                                  |                 | | |
| Zondag 28 augustus 2005                                                                                     | AFC Ajax                                                                                         | 1 - 2 (0 - 1)   | Feyenoord | |
| Amsterdam ArenA, Amsterdam 49.567 toeschouwers Scheidsrechter: Dick van Egmond Eredivisie speelronde 2      | Zdeněk Grygera 11' Angelos Charisteas 79' Hatem Trabelsi 81'                                     |                 | 16' Dirk Kuijt 49' Dirk Kuijt 85' Patrick Paauwe                                                                                | Basisopstelling AFC Ajax: Vonk, Emanuelson, Escudé, Grygera, Trabelsi, De Jong, Maduro, Sneijder, Babel, Pienaar, Rosenberg Reservebank AFC Ajax: Lobonț, Heitinga, Galásek, Lindenbergh, Boukhari, Rosales, Charisteas Toegepaste Wissels AFC Ajax: '46 Rosenberg Charisteas '55 De Jong Rosales '76 Escudé Boukhari       |
| |                                                                                                  |                 | | |
| Zaterdag 10 september 2005                                                                                  | Willem II                                                                                        | 0 - 2 (0 - 1)   | AFC Ajax | |
| Koning Willem II Stadion, Tilburg 11.000 toeschouwers Scheidsrechter: Ben Haverkort Eredivisie speelronde 3 | Martijn Reuser 23' Csaba Fehér 84'                                                               |                 | 34' Tomáš Galásek 59' Zdeněk Grygera 71' John Heitinga 86' Angelos Charisteas                                                   | Basisopstelling AFC Ajax: Vonk, Emanuelson, Galásek, Grygera, Lindenbergh, Trabelsi, Maduro, Sneijder, Babel, Pienaar, Rosenberg Reservebank AFC Ajax: Lobonț, Heitinga, Vermaelen, De Jong, Boukhari, Rosales, Charisteas Toegepaste Wissels AFC Ajax: '46 Rosenberg Charisteas '64 Babel Heitinga                         |
| |                                                                                                  |                 | | |
| Zondag 18 september 2005                                                                                    | AZ                                                                                               | 4 - 2 (2 - 2)   | AFC Ajax | |
| Alkmaarderhout, Alkmaar 8.747 toeschouwers Scheidsrechter: Roelof Luinge Eredivisie speelronde 4            | Sjota Arveladze 35' Sjota Arveladze 37' Barry Opdam 49' Kenneth Pérez 55' Kenneth Pérez 57'      |                 | 9' Wesley Sneijder 37' Wesley Sneijder 45' Wesley Sneijder 53' Tomáš Galásek 62' Zdeněk Grygera                                 | Basisopstelling AFC Ajax: Vonk, Emanuelson, Grygera, Maduro, Trabelsi, Galásek, Lindenbergh, Sneijder, Babel, Pienaar, Rosenberg Reservebank AFC Ajax: Lobonț, Escudé, Heitinga, Boukhari, Manucharian, Rosales, Charisteas Toegepaste Wissels AFC Ajax: '60 Rosenberg Charisteas '60 Pienaar Rosales '84 Babel Manucharian |
| |                                                                                                  |                 | | |
| Woensdag 21 september 2005                                                                                  | AFC Ajax                                                                                         | 2 - 2 (2 - 0)   | ADO Den Haag | |
| Amsterdam ArenA, Amsterdam 42.857 toeschouwers Scheidsrechter: Erik Braamhaar Eredivisie speelronde 5       | Hedwiges Maduro 20' Wesley Sneijder 28' John Heitinga 39' Steven Pienaar 74' Wesley Sneijder 84' |                 | 78' Daniël Rijaard 86' Jan-Paul Saeijs 90' Geert Den Ouden 91' Eljero Elia 94' Jan-Paul Saeijs                                  | Basisopstelling AFC Ajax: Vonk, Emanuelson, Grygera, Maduro, Trabelsi, Galásek, Sneijder, Babel, Charisteas, Pienaar, Rosales Reservebank AFC Ajax: Lobonț, Escudé, Heitinga, De Jong, Boukhari, Anastasiou,Rosenberg Toegepaste Wissels AFC Ajax: '32 Grygera Heitinga '65 Charisteas De Jong '84 Rosales Boukhari         |
| |                                                                                                  |                 | | |
| Zaterdag 24 september 2005                                                                                  | AFC Ajax                                                                                         | 4 - 1 (2 - 0)   | Roda JC | |
| Amsterdam ArenA, Amsterdam 45.856 toeschouwers Scheidsrechter: René Temmink Eredivisie speelronde 6         | Angelos Charisteas 27' Angelos Charisteas 40' Steven Pienaar 69' Tomáš Galásek 85'               |                 | 81' Edrissa Sonko | Basisopstelling AFC Ajax: Vonk, Emanuelson, Maduro, Vermaelen, Boukhari, De Jong, Galásek, Sneijder, Charisteas, Pienaar, Rosales Reservebank AFC Ajax: Lobonț, Escudé, Juanfran, Boakye, Babel, Anastasiou Toegepaste Wissels AFC Ajax: '46 Rosales Babel '75 Sneijder Juanfran '80 De Jong Boakye                         |
| |                                                                                                  |                 | | |
| Zondag 2 oktober 2005                                                                                       | Sparta Rotterdam                                                                                 | 1 - 2 (0 - 0)   | AFC Ajax | |
| Het Kasteel, Rotterdam 9.322 toeschouwers Scheidsrechter: Ruud Bossen Eredivisie speelronde 7               | Nebojsa Gudelj 17' Sjaak Polak 51' Anthony Obodai 73'                                            |                 | 46' Steven Pienaar 61' Nigel de Jong 63' Thomas Vermaelen 76' Nigel de Jong 76' Nigel de Jong 78' Nourdin Boukhari 90' Juanfran | Basisopstelling AFC Ajax: Vonk, Grygera, Heitinga, Maduro, Vermaelen, De Jong, Emanuelson, Pienaar, Babel, Manucharian, Rosenberg Reservebank AFC Ajax: Lobonț, Boakye, Trabelsi, Juanfran, Boukhari, Rosales, Anastasiou Toegepaste Wissels AFC Ajax: '59 Babel Boukhari '59 Rosenberg Anastasiou '77 Emanuelson Juanfran  |
| |                                                                                                  |                 | | |
| Zaterdag 15 oktober 2005                                                                                    | AFC Ajax                                                                                         | 0 - 0 (0 - 0)   | Heracles Almelo | |
| Amsterdam ArenA, Amsterdam 47.650 toeschouwers Scheidsrechter: Tom van Sichem Eredivisie speelronde 8       | Hatem Trabelsi 32'                                                                               |                 | 23' Rudy Jansen 42' Thijs Sluijter 57' Peter Reekers 63' Ragnar Klavan 84' Jan Wuytens 92' Bernard Hofstede                     | Basisopstelling AFC Ajax: Stekelenburg, Grygera, Trabelsi, Boukhari, De Jong, Emanuelson, Galásek, Lindenbergh, Sneijder, Rosales, Rosenberg Reservebank AFC Ajax: Vonk, Heitinga, Vermaelen, Pienaar, Boerrigter, Anastasiou, Babel Toegepaste Wissels AFC Ajax: '59 Boukhari Babel '59 Rosenberg Anastasiou               |
| |                                                                                                  |                 | | |

## Selectie 2005/2006
| Nummer | Nationaliteit        | Naam                 | Geboortedatum     | Geboorteplaats ( Land van Herkomst ) | Vorige club ( Land )                  | Officiële debuut AFC Ajax ( debuutwedstrijd )   | Eerste officiële doelpunt AFC Ajax ( wedstrijd ) |
| --- | -------------------- | -------------------- | ----------------- | ------------------------------------ | ------------------------------------- | ----------------------------------------------- | ------------------------------------------------ |
| Doelverdediging |                      |                      |                   |                                      |                                       |                                                 |                                                  |
| 1 | Vlag van Nederland   | Maarten Stekelenburg | 22 september 1982 | Haarlem ( Nederland )                | Jeugdopleiding AFC Ajax ( Nederland ) | 11 augustus 2002 ( AFC Ajax - PSV )             | - - ( - )                                        |
| 12 | Vlag van Zuid-Afrika | Hans Vonk            | 30 januari 1970   | Alberton ( Zuid-Afrika)              | sc Heerenveen ( Nederland )           | 24 oktober 2004 ( PSV - AFC Ajax )              | - - ( - )                                        |
| Verdediging |                      |                      |                   |                                      |                                       |                                                 |                                                  |
| 2 | Vlag van Tunesië     | Hatem Trabelsi       | 25 januari 1977   | Ariana ( Tunesië )                   | Club Sportif Sfaxien ( Tunesië )      | 8 augustus 2001 ( AFC Ajax - Celtic FC )        | 3 mei 2003 ( AFC Ajax - RKC Waalwijk )           |
| 3 | Vlag van Tsjechië    | Zdenek Grygera       | 14 mei 1980       | Prílepy ( Tsjecho-Slowakije )        | Sparta Praag ( Tsjechië )             | 12 augustus 2003 ( Grazer AK - AFC Ajax )       | 19 september 2002 ( FC Den Bosch - AFC Ajax )    |
| 4 | Vlag van Nederland   | John Heitinga        | 15 november 1983  | Alphen aan den Rijn ( Nederland )    | Jeugdopleiding AFC Ajax ( Nederland ) | 26 augustus 2001 ( Feyenoord - AFC Ajax )       | 9 november 2003 ( ADO Den Haag - AFC Ajax )      |
| 15 | Vlag van België      | Thomas Vermaelen     | 14 november 1985  | Kapellen ( België )                  | RKC Waalwijk ( Nederland )            | 15 februari 2004 ( FC Volendam - AFC Ajax )     | 22 december 2005 ( FC Eindhoven - AFC Ajax )     |
| 21 | Vlag van Nederland   | Olaf Lindenbergh     | 6 februari 1974   | Purmerend ( Nederland )              | AZ ( Nederland )                      | 10 september 2005 ( Willem II - AFC Ajax )      | - - ( - )                                        |
| 22 | Vlag van Spanje      | Juanfran             | 15 juli 1976      | Rafelbuñol ( Spanje )                | Beşiktaş JK ( Turkije )               | 24 september 2005 ( Roda JC - AFC Ajax )        | - - ( - )                                        |
| 31 | Vlag van Ghana       | Emmanuel Boakye      | 25 maart 1985     | Ejura ( Ghana )                      | Jeugdopleiding AFC Ajax ( Nederland ) | 24 september 2005 ( AFC Ajax - Roda JC )        | - - ( - )                                        |
| 33 | Vlag van Nederland   | Robbert Schilder     | 18 april 1986     | Amstelveen ( Nederland )             | Jeugdopleiding AFC Ajax ( Nederland ) | 8 februari 2006 ( AFC Ajax - Willem II )        | - - ( - )                                        |
| Middenveld |                      |                      |                   |                                      |                                       |                                                 |                                                  |
| 6 | Vlag van Tsjechië    | Tomáš Galásek        | 15 januari 1973   | Frýdek-Místek ( Tsjechië )           | Willem II ( Nederland )               | 22 augustus 2000 ( AFC Ajax - Fortuna Sittard ) | 10 september 2000 ( AFC Ajax - FC Groningen )    |
| 8 | Vlag van Nederland   | Hedwiges Maduro      | 13 februari 1985  | Almere ( Nederland )                 | Jeugdopleiding AFC Ajax ( Nederland ) | 24 februari 2005 ( AJ Auxerre - AFC Ajax )      | 13 maart 2005 ( N.E.C. - AFC Ajax )              |
| 10 | Vlag van Zuid-Afrika | Steven Pienaar       | 17 maart 1982     | Johannesburg ( Zuid-Afrika )         | Ajax Cape Town ( Zuid-Afrika )        | 24 februari 2002 ( NAC Breda - AFC Ajax )       | 10 maart 2002 ( AFC Ajax - De Graafschap )       |
| 18 | Vlag van Nederland   | Wesley Sneijder      | 9 juni 1984       | Utrecht ( Nederland )                | Jeugdopleiding AFC Ajax ( Nederland ) | 2 februari 2003 ( Willem II - AFC Ajax )        | 13 april 2003 ( NAC Breda - AFC Ajax )           |
| 19 | Vlag van Nederland   | Urby Emanuelson      | 16 juni 1986      | Amsterdam ( Nederland )              | Jeugdopleiding AFC Ajax ( Nederland ) | 24 februari 2005 ( AJ Auxerre - AFC Ajax )      | 22 januari 2006 ( FC Twente - AFC Ajax )         |
| 28 | Vlag van Marokko     | Nourdin Boukhari     | 30 juni 1980      | Rotterdam ( Nederland )              | NAC Breda ( Nederland )               | 1 september 2002 ( FC Groningen - AFC Ajax )    | 19 oktober 2002 ( AFC Ajax - AZ )                |
| 38 | Vlag van Nederland   | Jeffrey Sarpong      | 3 augustus 1988   | Amsterdam ( Nederland )              | Jeugdopleiding AFC Ajax ( Nederland ) | 22 december 2005 ( FC Eindhoven - AFC Ajax )    | - - ( - )                                        |
| Aanval |                      |                      |                   |                                      |                                       |                                                 |                                                  |
| 7 | Vlag van Argentinië  | Mauro Rosales        | 24 februari 1981  | Villa María ( Argentinië )           | Newell's Old Boys ( Argentinië )      | 12 september 2004 ( ADO Den Haag - AFC Ajax )   | 7 november 2004 ( Willem II - AFC Ajax )         |
| 9 | Vlag van Griekenland | Angelos Charisteas   | 9 februari 1980   | Sérres ( Griekenland )               | Werder Bremen ( Duitsland )           | 23 januari 2005 ( FC Utrecht - AFC Ajax )       | 27 januari 2005 ( Ajax - SC Heerenveen )         |
| 11 | Vlag van Nederland   | Ryan Babel           | 19 december 1986  | Amsterdam ( Nederland )              | Jeugdopleiding AFC Ajax ( Duitsland ) | 1 februari 2004 ( AFC Ajax - ADO Den Haag )     | 20 november 2004 ( De Graafschap - AFC Ajax )    |
| 17 | Vlag van Griekenland | Yannis Anastasiou    | 5 maart 1973      | Arta ( Griekenland )                 | Roda JC ( Nederland )                 | 8 februari 2004 ( AFC Ajax - PSV )              | 15 februari 2004 ( FC Volendam - AFC Ajax )      |
| 24 | Vlag van Zweden      | Markus Rosenberg     | 27 september 1982 | Malmö ( Zweden )                     | Malmö FF ( Zweden )                   | 10 augustus 2005 ( Brøndby IF - AFC Ajax )      | 10 augustus 2005 ( Brøndby IF - AFC Ajax )       |
| 25 | Vlag van Nederland   | Klaas-Jan Huntelaar  | 12 augustus 1983  | Voor-Drempt ( Nederland )            | sc Heerenveen ( Nederland )           | 15 januari 2006 ( AFC Ajax - N.E.C. )           | 2 februari 2006 ( sc Heerenveen - AFC Ajax )     |
| 27 | Vlag van Armenië     | Edgar Manucharian    | 19 januari 1987   | Jerevan ( Sovjet-Unie )              | Pjoenik Jerevan ( Armenië )           | 18 september 2005 ( AZ - AFC Ajax )             | - - ( - )                                        |
| 29 | Vlag van Roemenië    | Nicolae Mitea        | 24 maart 1985     | Boekarest ( Roemenië )               | Dinamo Boekarest ( Roemenië )         | 13 september 2003 ( AFC Ajax - RKC Waalwijk )   | 5 oktober 2003 ( FC Groningen - AFC Ajax )       |
| Jeugdspelers in AFC Ajax-selectie ( spelers van Jong Ajax of Ajax A1 die meespeelden in wedstrijden van AFC Ajax ) |                      |                      |                   |                                      |                                       |                                                 |                                                  |
| 32 | Vlag van Nederland   | Vurnon Anita         | 4 april 1989      | Willemstad ( Nederlandse Antillen )  | Jeugdopleiding AFC Ajax ( Nederland ) | 19 maart 2006 ( FC Groningen - AFC Ajax )       | - - ( - )                                        |
| 45 | Vlag van Nederland   | Michael Timisela     | 5 mei 1986        | Amsterdam ( Nederland )              | Jeugdopleiding AFC Ajax ( Nederland ) | 19 februari 2006 ( AFC Ajax - RBC Roosendaal )  | 25 februari 2006 ( Heracles Almelo - AFC Ajax )  |

## Statistieken AFC Ajax 2005/2006

### Topscorers 2005/2006
| #                             | Naam                          | Goal |
| ----------------------------- | ----------------------------- | ---- |
| 1.                            | Yannis Anastasiou             | 10   |
| 1.                            | Nicolae Mitea                 | 10   |
| 3.                            | Nigel de Jong                 | 6    |
| 3.                            | Nourdin Boukhari              | 6    |
| 5.                            | Markus Rosenberg              | 5    |
| 6.                            | Daniël de Ridder              | 4    |
| 7.                            | Wesley Sneijder               | 3    |
| 7.                            | Javier Martina                | 3    |
| 9.                            | Rasmus Lindgren               | 2    |
| 9.                            | Julien Escudé                 | 2    |
| 9.                            | Jan Vertonghen                | 2    |
| 9.                            | Derk Boerrigter               | 2    |
| 13.                           | Tom de Mul                    | 1    |
| 13.                           | Zdeněk Grygera                | 1    |
| 13.                           | Tomáš Galásek                 | 1    |
| 13.                           | Ryan Babel                    | 1    |
| 13.                           | John Heitinga                 | 1    |
| 13.                           | Rydell Poepon                 | 1    |
| Eigen Doelpunten Tegenstander | Eigen Doelpunten Tegenstander | 1    |
| Totaal                        | Totaal                        | 62   |

| Nr.    | Naam             | Goal |
| ------ | ---------------- | ---- |
| 1.     | Nourdin Boukhari | 1    |
| 1.     | Ryan Babel       | 1    |
| Totaal | Totaal           | 2    |

| Nr.    | Naam             | Goal |
| ------ | ---------------- | ---- |
| 1.     | Ryan Babel       | 2    |
| 1.     | Wesley Sneijder  | 2    |
| 3.     | Markus Rosenberg | 2    |
| Totaal | Totaal           | 5    |

| UEFA Champions League \| # \| Naam \| \| \| ------ \| ------------------- \| -- \| \| 1. \| Yannis Anastasiou \| 3 \| \| 1. \| Nigel de Jong \| 3 \| \| 3. \| Wesley Sneijder \| 2 \| \| 13. \| Markus Rosenberg \| 1 \| \| 13. \| Nourdin Boukhari \| 1 \| \| 13. \| Klaas-Jan Huntelaar \| 1 \| \| 13. \| Mauro Rosales \| 1 \| \| Totaal \| Totaal \| 12 \| |                     |      |
| # | Naam                | Goal |
| 1. | Yannis Anastasiou   | 3    |
| 1. | Nigel de Jong       | 3    |
| 3. | Wesley Sneijder     | 2    |
| 13. | Markus Rosenberg    | 1    |
| 13. | Nourdin Boukhari    | 1    |
| 13. | Klaas-Jan Huntelaar | 1    |
| 13. | Mauro Rosales       | 1    |
| Totaal | Totaal              | 12   |

## Transfers 2005/2006

##### Aangetrokken

###### Spelers
|                    | Naam                | Positie      | Vorige Club ( Land )         | Periode | Type                 | Transfersom |
| ------------------ | ------------------- | ------------ | ---------------------------- | ------- | -------------------- | ----------- |
| Vlag van Nederland | Klaas-Jan Huntelaar | Aanvaller    | sc Heerenveen ( Nederland )  | Winter  | Transfer             | €9,000,000  |
| Vlag van Nederland | Victor Sikora       | Middenvelder | sc Heerenveen ( Nederland )  | Winter  | Einde verhuurperiode | -           |
| Vlag van Nigeria   | Pius Ikedia         | Aanvaller    | RBC Roosendaal ( Nederland ) | Zomer   | Einde verhuurperiode | -           |
| Vlag van België    | Thomas Vermaelen    | Verdediger   | RKC Waalwijk ( Nederland )   | Zomer   | Einde verhuurperiode | -           |
| Vlag van Ghana     | Abubakari Yakubu    | Verdediger   | Vitesse ( Nederland )        | Zomer   | Einde verhuurperiode | -           |
| Vlag van Spanje    | Juanfran            | Verdediger   | Beşiktaş JK ( Turkije )      | Zomer   | Huur                 | -           |
| Vlag van Zweden    | Markus Rosenberg    | Aanvaller    | Malmö FF ( Zweden )          | Zomer   | Transfer             | €5,300,000  |
| Vlag van Nederland | Olaf Lindenbergh    | Middenvelder | AZ ( Nederland )             | Zomer   | Transfer             | €1,200,000  |
| Vlag van Armenië   | Edgar Manucharian   | Aanvaller    | Pjoenik Jerevan ( Armenië )  | Zomer   | Transfervrij         | -           |

##### Vertrokken

###### Spelers
|                     | Naam                 | Positie      | Nieuwe Club ( Land )                   | Periode | Type              | Transfersom |
| ------------------- | -------------------- | ------------ | -------------------------------------- | ------- | ----------------- | ----------- |
| Vlag van België     | Stanley Aborah       | Middenvelder | FC Den Bosch ( Nederland )             | Winter  | Verhuur           | -           |
| Vlag van Nederland  | Victor Sikora        | Middenvelder | NAC Breda ( Nederland )                | Winter  | Verhuur           | -           |
| Vlag van Frankrijk  | Julien Escudé        | Verdediger   | Sevilla FC ( Spanje )                  | Winter  | Transfer          | €1,500,000  |
| Vlag van Roemenië   | Bogdan Lobonț        | Doelman      | Fiorentina ( Italië )                  | Winter  | Transfer          | €1,200,000  |
| Vlag van Nederland  | Nigel de Jong        | Middenvelder | Hamburger SV ( Duitsland )             | Winter  | Transfer          | €3,500,000  |
| Vlag van Argentinië | Sebastián Rusculleda | Middenvelder | Boca Juniors ( Argentinië )            | Winter  | Transfervrij      | -           |
| Vlag van Brazilië   | Maxwell              | Verdediger   | Internazionale ( Italië )              | Winter  | Transfervrij      | -           |
| Vlag van Zweden     | Rasmus Lindgren      | Middenvelder | FC Groningen ( Nederland )             | Zomer   | Verhuur           | -           |
| Vlag van België     | Tom de Mul           | Aanvaller    | Vitesse ( Nederland )                  | Zomer   | Verhuur           | -           |
| Vlag van Brazilië   | Filipe               | Verdediger   | Figueirense ( Brazilië )               | Zomer   | Einde huurperiode | -           |
| Vlag van Argentinië | Gastón Sangoy        | Aanvaller    | Boca Juniors ( Argentinië )            | Zomer   | Einde huurperiode | -           |
| Vlag van Nederland  | Rafael van der Vaart | Middenvelder | Hamburger SV ( Duitsland )             | Zomer   | Transfer          | €5,500,000  |
| Vlag van België     | Wesley Sonck         | Aanvaller    | Borussia Mönchengladbach ( Duitsland ) | Zomer   | Transfer          | €2,500,000  |
| Vlag van Ghana      | Abubakari Yakubu     | Verdedgier   | Vitesse ( Nederland )                  | Zomer   | Transfer          | €750,000    |
| Vlag van Nederland  | Daniël de Ridder     | Middenvelder | Celta de Vigo ( Spanje )               | Zomer   | Transfer          | ?           |
| Vlag van Nigeria    | Pius Ikedia          | Aanvaller    | AZ ( Nederland )                       | Zomer   | Transfervrij      | -           |
| Vlag van Ghana      | Anthony Obodai       | Middenvelder | Sparta Rotterdam ( Nederland )         | Zomer   | Transfervrij      | -           |
| Vlag van Nederland  | Ruud Kras            | Verdediger   | FC Dordrecht ( Nederland )             | Zomer   | Transfervrij      | -           |

1900—1911 · 1911/12 · 1912—1954 · 1954/55 · 1955/56 · 1956/57 · 1957—1970 · 1970/71 · 1971/72 · 1972—1994 · 1994/95 · 1995—1998 · 1998/99 · 1999/00 · 2000/01 · 2001/02 · 2002/03 · 2003/04 · 2004/05 · 2005/06 · 2006/07 · 2007/08 · 2008/09 · 2009/10 · 2010/11 · 2011/12 · 2012/13 · 2013/14 · 2014/15 · 2015/16 · 2016/17 · 2017/18 · 2018/19 · 2019/20 · 2020/21 · 2021/22 · 2022/23 · 2023/24 · 2024/25
ADO Den Haag · 
Ajax · 
AZ · 
Feyenoord · 
FC Groningen · 
sc Heerenveen · 
Heracles Almelo · 
NAC Breda · 
NEC · 
PSV · 
RBC · 
RKC · 
Roda JC · 
Sparta Rotterdam · 
FC Twente · 
FC Utrecht · 
Vitesse · 
Willem II